# Zdena Salivarová
Zdena Salivarová-Škvorecká (21 października 1933 w Pradze) – czeska piosenkarka, prozaiczka i tłumaczka z francuskiego.
Wraz z małżonkiem Josefem Škvoreckým była współzałożycielką emigracyjnej oficyny wydawniczej Sixty-eight Publishers.
Postanowieniem Prezydenta CSRF została w 1990 roku odznaczona Orderem Lwa Białego III Klasy.
Státní bezpečnost zarejestrowała ją w 1958, minister spraw wewnętrznych skreślił ja z rejestru agentów na podstawie decyzji sądu.